# Tiếng Ho
Tiếng Ho (IPA: /hoː ʤʌgʌr/) là một ngôn ngữ Munda của ngữ hệ Nam Á và được sử dụng chủ yếu ở Ấn Độ. Hiện nay tiếng Ho đang được nói bởi khoảng 1.421.000 người, đa số tại Bengal và Bangladesh.
'Kherwar' (Khanwar, Kharar, Kharoal, Kharwar) là tên cho nhóm ngôn ngữ bao gồm tiếng Ho, tiếng Munda, và tiếng Santal (ba ngôn ngữ có liên quan chặt chẽ với nhau), cùng một số ngôn ngữ hoặc phương ngữ khác ít người nói hơn. Hầu hết phương ngữ có 85% số từ vựng tương đồng nhau, ngoại trừ ba phương ngữ ở phía Nam và phía Đông. Tiếng Oriya, tiếng Santal và tiếng Hindi được sử dụng trong khu vực nói tiếng Ho. Tiếng Ho là ngôn ngữ dùng cả ở nhà và ở công cộng trên hầu khắp vùng. Tỷ lệ biết chữ ở người bản ngữ là 1% đến 5%, còn ở nhóm người nói như ngôn ngữ thứ hai là 25% đến 50%. Tiếng Ho là một ngôn ngữ bộ lạc. Nó được nói trong cộng đồng các bộ lạc Ho, Munda, Kolha và Kol ở Odisha, Jharkhand, Bihar, Chhattisgarh, West Bengal, Assam và được viết bằng chữ Warang Citi. Đôi khi chữ Devanagari, Latinh, Odia, Telugu và Bengal cũng được sử dụng, dù người bản ngữ ưa dùng chữ Ho (Warang Citi) hơn. Ott Guru Kol Lako Bodra là người có công sáng tạo nên chữ Warang Citi.
Tên "Ho" có nguồn gốc từ từ "𑣙𑣉𑣉" (IPA: /hoː/) có nghĩa là "Con người"
Tiếng Ho gần với phương ngữ Mayurbhanj của tiếng Mundar hơn là phương ngữ được nói ở Jharkhand. Tiếng Ho và tiếng Munda gần gũi về mặt dân tộc và ngôn ngữ nhưng bản sắc khu vực của họ là khác biệt. Một số nhà nghiên cứu và học giả cho rằng tiếng Ho và tiếng Munda là hai ngôn ngữ chị em.

## Phân bố địa lý
Phân bố ngôn ngữ Ho tại các bang ở Ấn Độ (2011)
Khoảng một nửa số người nói tiếng Ho sinh sống tại huyện Pashchim Singhbhum thuộc bang Jharkhand, nơi họ chiếm đa số. Họ cũng sinh sống tại các huyện Đông Singhbhum phía nam bang Jharkhand, Mayurbhanj và thành phố Kendujhar phía bắc bang Odisha.

## Ngữ âm

### Phụ âm
|              |           | Môi | Răng/ Lợi | Quặt lưỡi | Ngạc cứng | Ngạc mềm | Thanh hầu |
| ------------ | --------- | --- | --------- | --------- | --------- | -------- | --------- |
| Mũi          | Mũi       | m   | n         | (ɳ)       | ɲ         | ŋ        |           |
| Tắc/ Tắc xát | vô thanh  | p   | t         | ʈ         | t͡ɕ        | k        | ʔ         |
| Tắc/ Tắc xát | hữu thanh | b   | d         | ɖ         | d͡ʑ        | ɡ        |           |
| Xát          | Xát       |     | s         |           |           |          | h         |
| Tiếp cận     | Tiếp cận  | w   | l         |           | j         |          |           |
| Vỗ           | Vỗ        |     | ɾ         | ɽ         |           |          |           |

- Âm /b, ɖ/ có thể được phát âm thành âm tiền thanh hầu hoá [ˀb̥̚, ˀɖ̥̚] khi đứng tại vị trí cuối của từ.
- Âm /b/ có thể được phát âm thành âm xát [β] khi giữa hai nguyên âm.
- Âm /ɳ/ có phạm vi phân bố âm vị hạn chế và thường là cách thể hiện âm /n/ khi đứng trước tiền tố.[9]
- Âm /w/ và /j/ chỉ xuất hiện ở vị trí giữa hoặc cuối từ.

### Nguyên âm
Tiếng Ho có 5 nguyên âm cơ bản có thể ở các dạng ngắn, dài, mũi hóa, hoặc mũi hóa dài.  Nguyên âm dài có thể hình thành do sự kéo dài của nguyên âm ngắn, kết quả từ việc mất phụ âm giữa hai nguyên âm hoặc do ràng buộc hai âm tiết được kế thừa từ tiếng Munda nguyên thủy (Proto-Munda).
|      | Trước | Giữa | Sau  |
| ---- | ----- | ---- | ---- |
| Đóng | i iː  |      | u uː |
| Vừa  | e eː  |      | o oː |
| Mở   |       | a aː |      |

|      | Trước | Giữa | Sau |
| ---- | ----- | ---- | --- |
| Đóng | ĩ     |      | ũ   |
| Vừa  | ẽ     |      | õ   |
| Mở   |       | ã    |     |